# Boss Game Studios
Boss Game Studios est un développeur de jeu vidéo spécialisé dans les jeux de course sur Nintendo 64 fondé en 1994,, et disparu en 2002.

## Historique
En 1994, Richard Edlund, le fondateur de Boss Film Studios, surveille de près l'évolution du marché vidéoludique. Constatant l'importance grandissante de la 3D, notamment à travers l'arrivée des consoles de jeux vidéo de cinquième génération que sont la PlayStation, la Saturn et la Nintendo 64, il décide en octobre 1994 de fonder Boss Game Studios afin de concevoir des jeux pour ces plates-formes. La société est créée comme une branche indépendante de Boss Film Studios (une société qui a créé des effets spéciaux pour des longs métrages, notamment Die Hard et SOS Fantômes). Leur premier jeu est le jeu de plates-formes Spider: The Video Game. La société commence à travailler sur un jeu de course Xbox en 2002, mais est dissoute peu de temps après le 14 juin 2002,,.

## Personnes-clés
- Richard Edlund est le fondateur de Boss Game Studios.
- Colin Gordon est d'abord directeur de développement chez Ocean Software à Manchester, puis il occupe les mêmes fonctions chez Virgin Interactive Entertainment à Londres. Il devient ensuite vice président de Boss Game Studios, où il est responsable des projets présents et futurs[3].
- Martin Sawkins  est artiste principal et game designer chez Silicon Dreams Studio, puis il devient directeur artistique chez Sega Europe en Angleterre. Il rejoint ensuite Boss Game Studios, également en tant que directeur artistique[3].
- Rob Povey est ingénieur principal chez Westwood Studios à Las Vegas, puis devient directeur technique et responsable de la supervision technique des jeux développés chez Boss Game Studios[3].
- Barry Leitch est compositeur chez Ocean Software à Manchester, puis directeur musical chez Origin Systems à Austin, société qu'il quitte pour occuper les mêmes fonctions chez Boss Game Studios[3].

## Ludothèque
- 3D Tank[7] (Virtual Boy, prototype)
- Top Gear Rally[8] (Nintendo 64, 1997)
- Spider: The Video Game[9] (PlayStation, 1997)
- Twisted Edge Extreme Snowboarding[10] (Nintendo 64, 1998)
- Boss Rally[11] (Windows, 1999)
- World Driver Championship[12] (Nintendo 64) (1999)
- Stunt Racer 64[13] (Nintendo 64, 2000)
- RacerX[5] (Xbox, prototype)